# Lista de obras de Sofonisba Anguissola

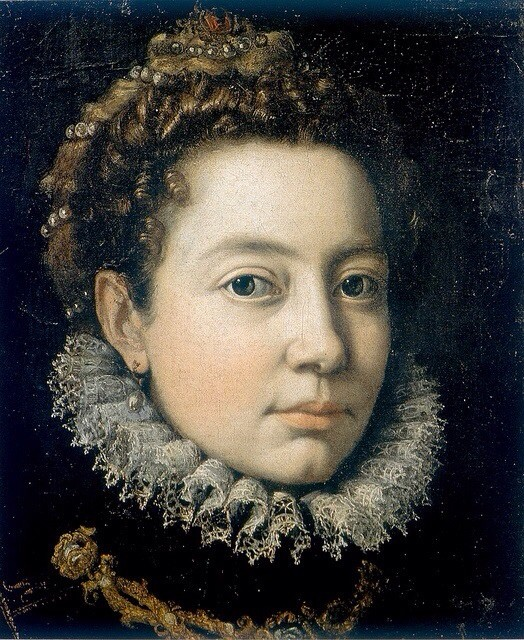
Autorretrato (c. 1560), de Sofonisba Anguissola

Esta é uma lista de obras de Sofonisba Anguissola, lista não exaustiva das pinturas e desenhos atribuidos a Sofonisba Anguissola, mas tão só dos que como tal se encontram registadas na Wikidata.
A lista está ordenada pela data de criação de cada pintura.
Como nas outras listas geradas a partir da Wikidata, os dados cuja designação se encontra em itálico apenas têm ficha na Wikidata, não tendo ainda artigo próprio criado na Wikipédia.
A pintora Sofonisba Anguissola foi sem dúvida um dos pintores mais talentosos do final do Renascimento. Um comentador do nível de Giorgio Vasari, que viu a sua obra na casa do pai dela em 1566, observou em 
As Vidas dos mais Excelentes Pintores, Escultores e Arquitetos que ela “trabalhou com um estudo mais profundo e maior graça do que qualquer mulher dos nossos tempos nas questões de desenho, pois ela não apenas aprendeu a desenhar, pintar e copiar do natural e a reproduzir com mais habilidade obras de outros artistas, como por sua criação pintou algumas das mais raras e belas pinturas.”
| Imagem | Título                                                            | Data                | Retrata | Coleção                             | Descrito em |
| ------ | ----------------------------------------------------------------- | ------------------- | --- | ----------------------------------- | ----------- |
|        | Retrato de Elena Anguissola                                       | década de 1540      | Elena Anguissola mulher freira                                                                                                | Southampton City Art Gallery        |             |
|        | Portrait of Elena Anguissola (.... - after 1585)                  | 1551                | |                                     |             |
|        | Autorretrato                                                      | década de 1550      | mulher Sofonisba Anguissola                                                                                                   | Galleria degli Uffizi               |             |
|        | Autorretrato                                                      | 1554                | Sofonisba Anguissola mulher                                                                                                   | Museu de História da Arte em Viena  |             |
|        | Autorretrato                                                      | 1554                | mulher Sofonisba Anguissola                                                                                                   | Museu Poldi Pezzoli                 |             |
|        | Criança mordida por uma lagosta                                   | 1554                | criança lagostim | Reggia di Capodimonte               |             |
|        | A partida de xadrez                                               | 1555                | xadrez menina Lucia Anguissola Minerva Anguissola Europa Anguissola empregado doméstico mulher tabuleiro de xadrez xeque-mate | National Museum Poznań              |             |
|        | Autorretrato ao cavaleto                                          | 1556                | mulher Sofonisba Anguissola                                                                                                   | Castelo de Łańcut                   |             |
|        | Retrato de um Monge                                               | 1556                | homem hábito religioso capuz                                                                                                  | Coleção Cook                        |             |
|        | Autorretrato (miniatura)                                          | 1556                | Sofonisba Anguissola mulher                                                                                                   | Museu de Belas Artes de Boston      |             |
|        | Retrato do Marquês Massimiliano Stampa                            | 1557                | menino Massimiliano Stampa cão Massimiliano II Stampa                                                                         | Museu de Arte Walters               |             |
|        | Retrato de Bianca Ponzoni Anguissola                              | 1557                | mulher Bianca Ponzoni Anguissola                                                                                              | Gemäldegalerie                      |             |
|        | Retrato de Giovanni Battista Caselli                              | década de 1550      | livro caneta anel pintura | Museu do Prado                      |             |
|        | Retratos do Pai, do Irmão e da Irmã da Artista                    | 1558                | Amilcare Anguissola Minerva Anguissola cão família                                                                            | Museu Nivagaard                     |             |
|        | Self-portrait                                                     | 1558                | Sofonisba Anguissola | Fondation Custodia                  |             |
|        | Idosa estudando o alfabeto com uma garota sorridente              | 1559                | idoso menina | Galleria degli Uffizi               |             |
|        | Autorretrato                                                      | 1559                | Sofonisba Anguissola mulher                                                                                                   | No/unknown value                    |             |
|        | Retrato de Alessandro Farnese                                     | 1560                | homem Alessandro Farnese, Duque de Parma e Piacenza                                                                           | Galeria Nacional da Irlanda         |             |
|        | Retrato de Joana da Áustria                                       | década de 1560      | mulher Joana de Áustria, Princesa de Portugal                                                                                 | No/unknown value                    |             |
|        | Self-Portrait of Sofonisba Anguissola (c. 1535-1625)              | 1560                | Sofonisba Anguissola |                                     |             |
|        | Retrato de Joana da Áustria com uma menina                        | 1561                | menina mulher Joana de Áustria, Princesa de Portugal                                                                          | Museu Isabella Stewart Gardner      |             |
|        | Retrato de Isabel de Valois segurando um retrato de Filipe II     | 1563 década de 1560 | mulher Isabel de Valois, Rainha de Espanha homem Filipe II de Espanha gema                                                    | Museu do Prado                      |             |
|        | Retrato de Minerva Anguissola                                     | 1564                | Minerva Anguissola mulher | Pinacoteca de Brera                 |             |
|        | Autorretrato (c. 1560)                                            | 1564                | mulher | Museu Condé                         |             |
|        | Retrato de Isabel de Valois e de sua filha Isabella Clara Eugenia | 1565                | Isabel de Valois, Rainha de Espanha mulher menina                                                                             | Museu Basco de Bayonne              |             |
|        | Retrato de Filipe II da Espanha                                   | 1565                | Filipe II de Espanha | Museu do Prado                      |             |
|        | Retrato de um menino na corte espanhola                           | década de 1560      | menino | San Diego Museum of Art             |             |
|        | A Virgem Maria e o Menino Jesus                                   | década de 1570      | Virgem Maria Menino Jesus | Museu Nacional de Arte da Dinamarca |             |
|        | Retrato de um casal                                               | 1570                | casal homem mulher | Galeria Doria Pamphilj              |             |
|        | Retrato de Anna da Áustria                                        | 1573                | Ana de Áustria, Rainha de Espanha e Portugal gema                                                                             | Museu do Prado                      |             |
|        | Autorretrato                                                      | 1577                | mulher Sofonisba Anguissola espineta                                                                                          | Reggia di Capodimonte               |             |
|        | Retrato de mulher jovem de perfil                                 | década de 1580      | mulher | Museu Hermitage                     |             |
|        | Homem com a Filha                                                 | década de 1580      | homem pai criança filha | Museu Nacional de Varsóvia          |             |
|        | Três crianças com cão                                             | década de 1580      | menina menino cão | Corsham Court                       |             |
|        | Retrato de uma jovem senhora                                      | 1560 1580           | mulher | Museu Lázaro Galdiano               |             |
|        | Retrato de Giuliano Cesarini                                      | 1586                | menino Giuliano Cesarini, 1st Duke of Civitanova                                                                              | No/unknown value                    |             |
|        | The Holy Family with Saints Anne and John the Baptist             | 1592                | | Lowe Art Museum                     |             |
|        | A Virgem Maria amamentando o Menino Jesus                         | 1598                | | Museu de Belas Artes de Budapeste   |             |
|        | Retrato de Isabel de Valois                                       | 1599                | mulher Isabel de Valois, Rainha de Espanha                                                                                    | Museu de História da Arte em Viena  |             |
|        | Retrato da infanta Isabella Clara Eugenia                         | 1599                | Isabel Clara Eugénia da Áustria                                                                                               | Embaixada de Espanha em França      |             |
|        | Retrato de Francesco I de Medici, Grão-Duque da Toscana           | século XVI          | Francisco Maria II Della Rovere                                                                                               | No/unknown value                    |             |
|        | Jovem                                                             | século XVI          | | Detroit Institute of Arts           |             |
|        | Portrait of a Lady, presumably Maddalena Osuna Giron              | século XVI          | Maddalena Osuna Giron | Civic Museum of Palazzo Mosca       |             |
|        | Autorretrato na velhice                                           | 1610                | old woman Sofonisba Anguissola                                                                                                | Fundação Gottfried Keller           |             |

∑ 44 items.